# 格奥尔格·黑蒂希
格奥尔格·黑蒂希（德語：Georg Hettich，1978年10月12日—），德国男子北欧两项运动员。他曾代表德国参加2002年、2006年和2010年冬季奥林匹克运动会北欧两项比赛，获得一枚金牌、二枚银牌和一枚铜牌。